# Vụ mất tích ARA San Juan
Vào ngày 15 tháng 11 năm 2017, tàu ngầm Argentina ARA San Juan đã biến mất khỏi bờ biển Argentina trong khi tập luyện. Sau khi tìm kiếm kéo dài 15 ngày, Hải quân Argentina hạ cấp chiến dịch từ một nhiệm vụ giải cứu để tìm kiếm xác tàu ngầm, ngụ ý họ đã từ bỏ bất kỳ hy vọng tìm thấy những người sống sót trong số 44 sĩ quan và thủy thủ trên tàu. Đây là thảm họa tàu ngầm tồi tệ nhất kể từ vụ tai nạn tàu ngầm Trung Quốc Chinese submarine 361 năm 2003, và thảm họa hải quân tồi tệ thứ hai ở Argentina sau vụ chìm tàu khu trục ARA Fournier năm 1949.
Vào ngày 17 tháng 11 năm 2018, một năm sau sự biến mất của tàu ngầm, xác tàu của cô được một công ty tư nhân tìm thấy ở Nam Đại Tây Dương ở độ sâu 907 mét (2.976 ft) ở tọa độ 45°56′59″N 59°46′22″T / 45,94972°N 59,77278°T.

## Thông tin tàu
ARA San Juan (S-42), là một tàu ngầm điện-diesel  lớp TR-1700 hoạt động trong Hải quân Argentina từ 19 tháng 11 năm 1985, được đóng ở Tây Đức bởi hãng Thyssen Nordseewerke. Tàu được đặt ky vào ngày 18 tháng 3 năm 1982 và được hạ thủy ngày 20 tháng 6 năm 1983. San Juan đã trải qua một đợt nâng cấp giữa kỳ từ năm 2008 đến năm 2013, bao gồm thay tất cả các thành phần ắc quy.

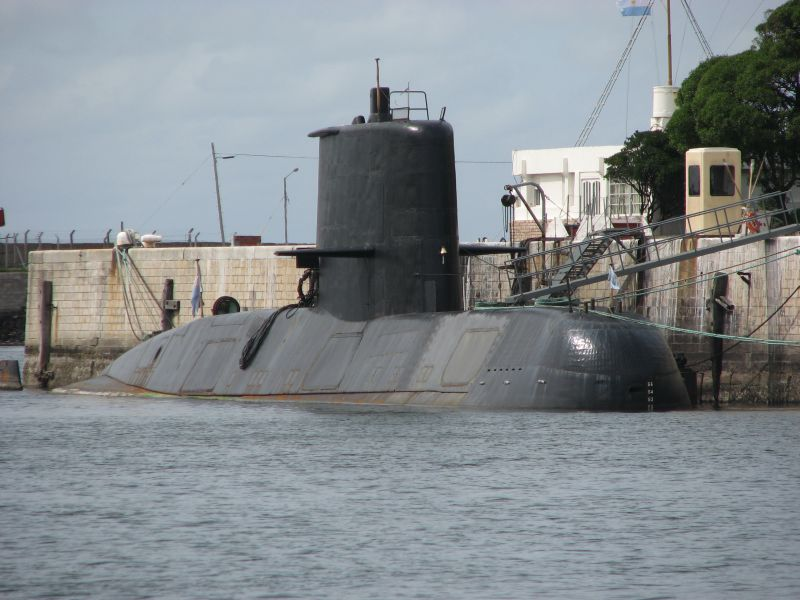
ARA San Juan (S-42) năm 2007

Đầu tháng 11 năm 2017, San Juan đã tham gia tập trận hải quân ở Tierra del Fuego trong đó bao gồm cả việc đánh chìm tàu cũ ARA Comodoro Somellera như một mục tiêu. Sau khi hoàn thành tập trận và sau một chuyến thăm ngắn đến Ushuaia mở cửa cho công chúng, tàu ngầm đã được tiến hành đến căn cứ của tàu Mar del Plata.